# Малопомічнянська сільська рада
| Малопомічнянська сільська рада — колишній орган місцевого самоврядування у Новоукраїнському районі Кіровоградської області з адміністративним центром у с. Мала Помічна. Сільській раді підпорядковані населені пункти: - с. Мала Помічна - с. Висоцьке - с. Ковалівка - с. Піддубне |

## Склад ради
Рада складалася з 12 депутатів та голови.

### Керівний склад ради
| ПІБ                         | Основні відомості                                                                       | Дата обрання | Дата звільнення |
| --------------------------- | --------------------------------------------------------------------------------------- | ------------ | --------------- |
| Шаповал Іван Володимирович  | Сільський голова, 1967 року народження, освіта, безпартійний                            | 26.03.2006   | 31.10.2010      |
| Донченко Віктор Миколайович | Сільський голова, 1970 року народження, освіта середня спеціальна, член Партії регіонів | 31.10.2010   |                 |

Примітка: таблиця складена за даними джерела

## Населення
Згідно з переписом УРСР 1989 року чисельність наявного населення сільської ради становила 2182 особи, з яких 996 чоловіків та 1186 жінок.
За переписом населення України 2001 року в сільській раді мешкало 886 осіб.

### Мова
Розподіл населення за рідною мовою за даними перепису 2001 року:
| Мова       | Відсоток |
| ---------- | -------- |
| українська | 94,85 %  |
| російська  | 4,29 %   |
| молдовська | 0,74 %   |
| білоруська | 0,12 %   |